# Komory na Letnich Igrzyskach Olimpijskich 2000
Komory na Letnich Igrzyskach Olimpijskich 2000 reprezentowało 2 zawodników, 1 mężczyzna i 1 kobieta.

## Skład kadry

### Lekkoatletyka
Mężczyźni
- Hadhari Djaffar

bieg na 100 m mężczyzn (odpadł w 1 rundzie eliminacji)
Kobiety
- Sandjema Batouli

bieg na 100 m kobiet (odpadła w 1 rundzie eliminacji)